# Epibryon solorinae
Epibryon solorinae är en svampart som först beskrevs av Vain., och fick sitt nu gällande namn av Nik. Hoffm. & Hafellner 2000. Epibryon solorinae ingår i släktet Epibryon och familjen Pseudoperisporiaceae.   Inga underarter finns listade i Catalogue of Life.